# Ronde van Spanje 1958
De 13e editie van de Ronde van Spanje ging op 30 april 1958 van start in Bilbao, in het noorden van Spanje. Na 3250 kilometer en 16 etappes werd op 15 mei in Madrid gefinisht. De ronde werd gewonnen door de Fransman Jean Stablinski. 

## Eindklassement
Jean Stablinski werd winnaar van het eindklassement van de Ronde van Spanje van 1958 met een voorsprong van 2 minuten en 51 seconden op Pasquale Fornara. In de top tien eindigden zes Spanjaarden. De beste Belg was Hilaire Couvreur met een 4e plek in het eindklassement.
| rang | renner              | land      | tijd       |
| ---- | ------------------- | --------- | ---------- |
| 1    | Jean Stablinski     | Frankrijk | 94u 54'21" |
| 2    | Pasquale Fornara    | Italië    | + 2'51"    |
| 3    | Jesús Manzaneque    | Spanje    | + 3'01"    |
| 4    | Hilaire Couvreur    | België    | + 5'04"    |
| 5    | Luis Otaño          | Spanje    | + 10'36"   |
| 6    | Federico Bahamontes | Spanje    | + 11'39"   |
| 7    | Julio San Emeterio  | Spanje    | + 13'16"   |
| 8    | Jesús Loroño        | Spanje    | + 16'09"   |
| 9    | Rik Luyten          | België    | + 28'13"   |
| 10   | Benigno Aspuru      | Spanje    | + 33'37"   |

## Etappe-overzicht
| Etappe | Van - naar                  | Km       | Etappewinnaar              | Klassementsleider       |
| ------ | --------------------------- | -------- | -------------------------- | ----------------------- |
| 1      | Bilbao - San Sebastian      | 164      | Miguel Pacheco             | Miguel Pacheco          |
| 2      | San Sebastian - Pamplona    | 150      | Antonio Jiménez Quiles     | José Herrero Berrendero |
| 3      | Pamplona - Zaragoza         | 245      | Pierino Baffi              | Hilaire Couvreur        |
| 4      | Zaragoza - Barcelona        | 229      | Rik Van Looy               | Jean Stablinski         |
| 5a     | Barcelona                   | 4 (TTT)  | Francia                    | Jean Stablinski         |
| 5b     | Barcelona - Tarragona       | 119      | Rik Van Looy               | Jean Stablinski         |
| 6      | Tarragona - Valencia        | 263      | Rik Van Looy               | Daan de Groot           |
| 7      | Valencia - Cuenca           | 216      | Gilbert Desmet I           | Daan de Groot           |
| 8      | Cuenca - Toledo             | 206      | Jean Stablinski            | Daan de Groot           |
| 9      | Toledo - Madrid             | 241      | Rik Van Looy               | Rik Van Looy            |
| 10     | Madrid - Soria              | 225      | Rik Van Looy               | Rik Van Looy            |
| 11     | Soria - Vitoria             | 167      | René Marigil               | Rik Van Looy            |
| 12     | Vitoria - Bilbao            | 169      | Fausto Iza                 | Jean Stablinski         |
| 13a    | Bilbao - Castro Urdiales    | 35 (ITT) | Guido Carlesi Jesús Loroño | Jean Stablinski         |
| 13b    | Castro Urdiales - Santander | 105      | Jean Graczyk               | Jean Stablinski         |
| 14     | Santander - Gijón           | 221      | Pierino Baffi              | Jean Stablinski         |
| 15     | Oviedo - Palencia           | 246      | Rik Luyten                 | Jean Stablinski         |
| 16     | Palencia - Madrid           | 241      | Rik Luyten                 | Jean Stablinski         |